# 김복준
김복준(1957년 6월 27일(음력 5월 30일) ~ )은 대한민국의 경찰공무원 출신 범죄학 연구원, 유튜브 김복준의 사건 속으로, 김복준의 사람을 진행하는 유튜버이다.
1982년 4월 30일 경찰에 입문한 뒤 2014년 동두천경찰서 수사과장으로 일한 후 퇴직했다. 32년 강력형사 현장 경험을 살려 수사 연수원 등에서 5년에 걸쳐 200여 회 외래 강의를 하기도 했다.

## 학력
- 서울 고려대사대부속고등학교
- 건국대학교 대학원 법학과 박사

## 경력
- 양주경찰서 지능팀장
- 동두천경찰서 수사과장
- 중앙경찰학교 수사학과 외래교수
- 한국범죄학연구소 연구위원

## 방송
- 사건반장
- 뉴스파이터
- 실화탐사대
- 김복준의 사건속으로, 김복준의 사람 (유튜브)
- 심야괴담회

## 저서
- 《형사 김복준》. 이상미디어. 2017년. ISBN 9791158930455

### 공저
- 김복준·염건령. 《깨진창문이론과 무질서행위이론》. 백산출판사. 2010년. ISBN 9788961833400
- 김복준·김윤희. 《대한민국 살인사건 1,2,3》. 우물이있는집.